# Jing Ke

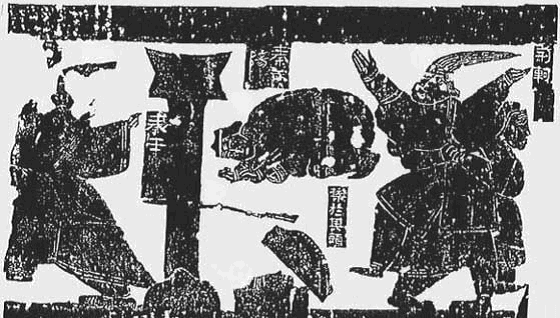
En väggmålning föreställande Jing Ke's mordförsök.

Jing Ke (荆轲; Jīng Kē), död 227 f.Kr., var en kontraktsmördare i det forna kinesiska riket Yan under perioden De stridande staterna. Jing Ke är känd för att han utförde ett misslyckat mordförsök på Ying Zheng som senare blev Kinas första kejsare Qin Shi Huangdi.

## Bakgrund
Jing Ke kom ursprungligen från staten Wey (衞). Han var en lärd man och behärskade svärdsfäktning. Jing Ke sökte jobb i staten Wei, men blev avvisad varvid han reste vidare till staten Yan i nordost. I Yan blev han vän med musikern Gao Jianli, och även strategen Tian Guang, som hade kontakter i hovet.
Prins Dan av Yan hade en tid suttit gisslan i Qin. Som ung hade Prins Dan blivit vän med Ying Zheng i staten Zhao där Ying Zheng föddes. Ying Zheng, som vid tiden för Prins Dans fångenskap, var kung av Qin hade inte behandlat prinsen väl, vilket gjorde Prins Dan hämndlysten. Prinsen kände också att Qin, som var militärt överlägsen, var i färd att snart erövra Yan.
Vid samma tid flydde general Fan Yuqi från Qin till Yan efter att gjort förseelser mot Qins kung Ying Zheng. Prins Dan gav Fan Yuqi asyl, men fick skarpa varningar från sina rådgivare om faran med att ta emot generalen. Prins Dan tog kontakt med strategen Tian Guang för att få råd. Tian Guang rekommenderade prinsen att anlita Jing Ke för att mörda kungen av Qin, vilket prinsen gick med på. Tian Guang framförde planen till Jiang Ke, och begick därefter självmord för att garantera att planen förblev hemlig.

## Mordförsöket
Jiang Ke fick den ökända mördaren Qin Wuyang som sekond vid uppdraget. För att kunna få möjlighet att komma nära Qin's kung planerade de att locka honom med en karta över Dukang (督亢) (dagens Zhuozhou i Hebei) och general Fan Yuqis avhuggna huvud. Generalen begick frivilligt självmord för att bidra med sitt huvud. Inlindat i kartan gömdes en vass kniv med förgiftad egg, och 227 f.Kr. begav de sig mot Qin.
Jiang Ke och Qin Wuyang fick audiens hos Qin's kung Ying Zheng, och blev inbjudna till en stor bankett i Xianyangpalatset. I den övre delen av bankettsalen där kungen satt fick ingen bära vapen. De beväpnade vakterna befann sig i den nedre delen av salen. När de blev kallade till kungen för att presentera sitt ärende bar Jiang Ke lådan med general Fan Yuqis huvud, och Qin Wuyang kom efter med kartan som innehöll den gömda kniven. Qin Wuyang blev nervös och bleknade av skräck varvid kungen bad Jiang Ke att räcka över kartan som Qin Wuyang bar.
När kungen rullade upp kartan och kniven visade sig tog Jiang Ke kniven och gjorde ett hugg mot kungen, men missade. Kungen backade och försökts dra sitt svärd, men svärdet som var väldigt långt fastnade i fodralet. Jourläkaren som fanns i kungens närhet slog till Jiang Ke med sin medicinsäck varvid kungen vann tid och kunde flytta svärdet till ryggen och därmed dra det och högg mot Jiang Ke och träffade hans lår. Jiang Ke kastade kniven mot kungen, men missade. Vid den tiden hade kungens vakter hunnit fram och de dödade Jiang Ke.

## Eftermäle
Som hämnd för mordförsöket skickade kungen genast en styrka som på hösten 227 f.Kr. erövrade Yans huvudstad Ji (dagens Peking). Kung Xi av Yan och Prins Dan flydde öster ut till Liaodong. Kung Xi gav order om att Prins Dan skulle halshuggas och överlämnas till Qin för att få fred. Fem år senare utplånades Yan av Qin, och året efter hade Ying Zheng besegrat allt motstånd och utropades sig som kinas första kejsare Qin Shi Huangdi. Qin Shi Huangdi fortsatte förföljelsen av alla som hade haft något samröre med Prins Dan eller Jiang Ke. Musikern Gao Jianli som kände Jiang Ke bytte namn och flyttade. Gao Jianli stora musikaliska talanger med lutan blev dock vida känt och till slut blev han kallad till audiens hos kejsaren som ville höra honom spela. Där blev han igenkänd, men på grund av att kejsaren uppskattade hans musik så mycket nöjde han sig med att göra Gao Jianli blind och benådade honom.
Kejsaren dyrkade Gao Jianlis musik och Gao Jianli fick med tiden komma allt närmare kejsaren. En dag placerade Gao Jianli bly i sin luta, och när han kom nära kejsaren försökte han slå honom med den tunga lutan. Slaget missade och Gao Jianli avrättades. Därefter lät kejsaren aldrig någon från de forna feodalherrarnas anhängare komma nära honom.

## Jing Ke i populärkulturen
Jing Kes mordförsök har skildrats i, eller legat till grund för, ett flertal populärkulturella verk. Ett urval:
- Den kinesiska filmen Hero från 2002 bygger sin huvudhandling kring mordförsöket.[3]
- Tv-serien Assassinator Jing Ke från 2004 är direkt inspirerad av mordförsöket.[4]
- Jing Kes mordförsök skildras i filmen Kejsaren och mördaren från 1998.[5]
- Filmen Highlander: Endgame från 2000 är en fiktionversion med referenser till mordförsöket.[6]